# نادي دمبريك لكرة القدم
كان نادي دومبريك لكرة القدم نادي كرة قدم في القرن التاسع عشر ومقره في مدينة غلاسكو.

## تاريخه

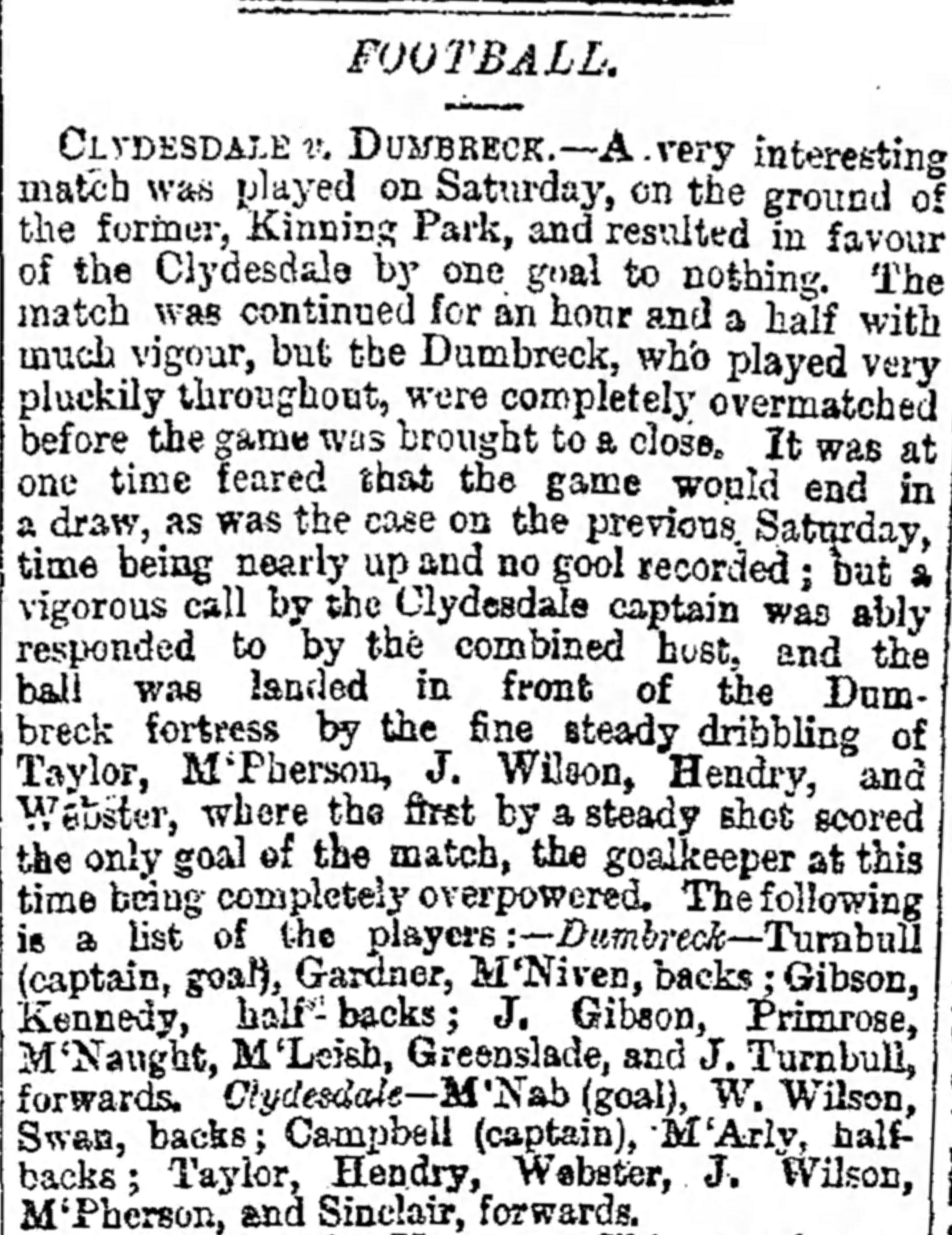
كلايدسدال 1–0 دامبريك، إحدى المباريات الأولى التي أقيمت بعد تشكيل الاتحاد الاسكتلندي لكرة القدم، 22 مارس 1873

تأسس النادي عام 1872  من نادي دومبريك للكريكيت وكان أحد الاندية المؤسسين الثمانية للاتحاد الاسكتلندي لكرة القدم. كانت مبارياته الأولى المسجلة ضد نادي كلايدسديل في أوائل عام 1873. كان دامبريك هو الخصم لكوينز بارك في 25 أكتوبر 1873 في أول مباراة أقيمت على ملعب هامبدن بارك الأول. وكانت هذه المباراة أيضًا أول مباراة يرتدي فيها فريق كوينز بارك قمصانه السوداء والبيضاء الشهيرة.
شارك النادي في بطولات كأس اسكتلندا بين عامي 1873-1874 و1877-1878، وكانت أفضل نتائجه في موسم 1875-1876، عندما وصل إلى ربع النهائي (آخر سبع مباريات). لم يحالف الحظ النادي بالتعادل مع كوينز بارك المهيمن في تلك المرحلة، وخسر بنتيجة 2-0؛ واحتج النادي بعد المباراة على أحد أهداف كوينز بارك. ومن العوامل الجديرة بالملاحظة أن حارس مرمى دمبريك أليكس ماكجيوتش كان مميزا في ركل الكرة بقدمه، بدل من ركلها من مكانها، وهو ما كان يُعتبر آنذاك وسيلة لتحقيق مسافة أكبر.
على الرغم من أن النادي كان نشطًا في لجان الاتحاد الاسكتلندي لكرة القدم حتى عام 1877، وكان على قدم المساواة مع رينجرز (بـ 75عضو في عام 1876)، إلا أنه اختفى قبل موسم 1877–78. انسحب من كأس اسكتلندا بدلًا من مواجهة نادي شوفيلد الجديد (نادي Derby. حاليا) بعد أن قرر عدم خوض أي مباريات أخرى.

## الألوان
لعب دمبريك بقمصان زرقاء وشورت أبيض، وجوارب قرمزية عام 1873 وجوارب سوداء وبيضاء عام 1874.

## لاعبين بارزين
أليكس مكجوتش Alex M'Geoch (يُكتب أيضًا مكجوتش)، الذي مثل اسكتلندا في أربع مناسبات.